# Bulbophyllum boudetianum
Bulbophyllum boudetianum là một loài phong lan thuộc chi Bulbophyllum.